# Obruchevella
Genre
Obruchevella est un genre de microfossiles de forme hélicoïdale trouvés en Chine dans les schistes de Burgess et au niveau de la section du village de Meishu datant du Cambrien. Le genre a été placé dans l'embranchement des cyanobactéries et l'ordre  des Oscillatoriales.

## Liste des espèces
Selon AlgaeBase (31 mai 2025) :
- † Obruchevella blandita Shenfil, 1983
- † Obruchevella cylindrica (Tynni & Donner) Jankauskas, 1989
- † Obruchevella delicata Reitlinger, 1948
- † Obruchevella ditissima Schipitzyn & Yakschin, 1981
- † Obruchevella exilis V.N.Sergeev, 1992
- † Obruchevella gigantea Golovenoc & M.Y.Belova, 1989
- † Obruchevella magna Golovenoc & M.Y.Belova, 1989
- † Obruchevella minuta C.W.Allison, 1989
- † Obruchevella parva Reitlinger, 1959
- † Obruchevella pusilla Golovenoc & M.Y.Belova, 1984
- † Obruchevella sibirica Reitlinger, 1959
- † Obruchevella valdaica (Assejeva) Assejeva, 1989

## Systématique
Le nom correct complet (avec auteur) de ce taxon est Obruchevella Reitlinger (d), 1948.
Obruchevella a pour synonyme :
- Obrachevella

### Publication originale
- (ru) Ekatherina A. Reitlinger, « Kembrijskie foraminifery Yakutii [Foraminifères du Cambrien de Yakutsk] », Biulleten Moskovskogo obshchestva ispytatelei prirody. Otdel geologicheskii, 1948, vol. 23, n. 2, p. 77-81, 6 figures.